# Salomo Alami
Salomo Alami, vermutlich Salomo Ibn Lachmisch (* um 1370 in Spanien; † 1420 in Portugal), war ein spanischer jüdischer Moralist. Er hat ein Werk, Iggeret ha-Musar (deutsch: Brief über die Moral), einen 1415 verfassten rund dreissigseitigen Mahnbrief, hinterlassen.

## Leben
Salomo Alami, über dessen Leben wenig bekannt ist, verließ Spanien und floh nach Portugal, nachdem er im Jahr 1391 Zeuge der Ausschreitungen der christlichen Bevölkerung gegen die Juden geworden war. Hierbei hatte es viele tausende Tote gegeben. Viele Juden hatten sich daraufhin für eine Konversion zum Christentum entschieden.
In seinem 1415 im Exil in Portugal an einen Schüler in gereimter hebräischer Prosa geschriebenen Mahnbrief Iggeret Musar beklagt Alami die Lebensumstände der Juden in Spanien, die unter den seit 1391 häufigen Verfolgungen und judenfeindlichen Gesetzgebungen zu leiden hatten, geißelt er jedoch gleichzeitig auch den Verfall der Sitten unter seinen jüdischen Zeitgenossen, den er für die Verfolgungen verantwortlich macht.
Die Folgen eines am 12. Januar 1412 erlassenen antijüdischen Ediktes beschreibt er folgendermaßen: „Die in Palästen gewohnt, wurden in elende Winkel, in niedrige finstere Hütten gewiesen. Statt der rauschenden Gewänder mußten wir elende Kleider tragen und geriethen in Verachtung. Statt des geschorenen Bartes mußten wir wie Trauernde umherwandeln. Die reichen Steuerpächter geriethen in Dürftigkeit, da sie kein Handwerk verstanden, sich davon zu ernähren. Und auch die Handwerker fanden keine Nahrung. Noth stellte sich bei Allen ein. Kinder starben auf dem Schooße der Mütter vor Noth und Nacktheit.“
Alamis Epistel wurde früher viel gelesen. Sie erschien erstmals 1510 in Konstantinopel und wurde mehrmals neu aufgelegt, letztmals 1946 in Jerusalem. Im deutschen Sprachraum am bekanntesten ist die 1854 in Leipzig erschienene Edition von Adolf Jellinek, der im Vorwort schrieb, aus dieser Schrift könnten „die Reichen, die Angesehenen, die Gelehrten, die Kaufleute, die Rabbinen, die Vorsteher, die Reformer und die Pilpulheroen lernen, welche Aufgabe das Judenthum seinen Bekennern stellt“.
Leopold Zunz hat Teile ins Deutsche übersetzt und 1844 im Wiener Jahrbuch für Israeliten veröffentlicht und unter dem Titel „eine alte Stimme“ in seine Gesammelten Schriften aufgenommen.

## Ausgaben (Auswahl)
- Iggeret Musar (אגרת מוסר). Erstdruck Konstantinopel 1510, mehrere Auflagen.
- R. Salomo Alʻami’s Sittenlehren in Form eines Sendschreibens an einen Schüler im Jahre 1415 in Portugal geschrieben. Herausgegeben von Adolph Jellinek. Leipzig 1854, Wien 1872 online, (hebräisch mit deutschem Vorwort des Herausgebers)
- Iggeret Musar. Herausgegeben von Abraham Meir Haberman. Jerusalem 1946